# Coracopsis vasa
Coracopsis vasa е вид птица от семейство Psittrichasiidae.

## Разпространение
Видът е разпространен в Коморските острови и Мадагаскар.